# Double Dragon 3: The Rosetta Stone
Double Dragon 3: The Rosetta Stone (ダブルドラゴン3 ザ・ロゼッタストーン Daburu Doragon 3: Za Rozetta Sutōn?) är ett sidscrollande beat 'em up-spel från Technōs Japan som debuterade ute i arkadhallarna 1990, för att senare porteras till hemkonsolerna.

## Handling
Bröderna Lee återvänder hem från ett träningsuppdrag, då spåkvinnan Hiruko dyker upp och förklarar för dem att de skall hitta de tre Rosettastenarna som ligger utspridda runtom i världen. Spelet börjar i USA, där bröderna Lee måste besegra vad som finns kvar av Black Warriors-gänget, innan resan går vidare via Kina, Japan och Italien, och kamp mot fiender som svärdsvingare i Japan och bågskyttar i Italien. Spelet avslutas i Egypten, där bröderna Lee skall ta sig in i Kleopatras grav och stöter på diverse övernaturliga väsen.

### Fotnoter
1. ↑  ”Double Dragon 3: The Rosetta Stone” (på engelska). Mobygames. 9 mars 1990. http://www.mobygames.com/game/double-dragon-3-the-rosetta-stone. Läst 17 maj 2015.